# تعبيرية (علم الوراثة)

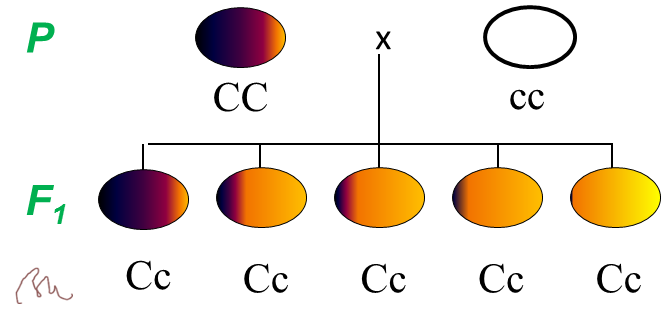

في علم الوراثة، التعبيرية أو التَعَبُّر (بالإنجليزية: Expressivity)‏، هي الاختلاف في المستويات الفردية لصفة مظهرية بين أفراد يحملون نفس التركيب الوراثي. وهي تساوي نسبة الناقلين الأفراد من النمط الوراثي لسمة تظهر السمة إلى حد معين.